# Гай Сергий Фиденат Коксон
Гай Се́ргий Фидена́т Коксо́н (лат. Gaius Sergius Fidenas Coxō; умер после 380 года до н. э.) — римский политический деятель из патрицианского рода Сергиев, военный трибун с консульской властью 387, 385 и 380 годов до н. э.
Источники не сообщают ничего о деятельности Гая Сергия. Если он и участвовал во время своих трибунатов в войнах, то только под командованием диктаторов — Авла Корнелия Косса (385 год до н. э., война с вольсками, латинами и герниками) и Тита Квинкция Цинцинната Капитолина (380 год до н. э., война с пренестинцами).